# Esfenosúquids
Els esfenosúquids (Sphenosuchidae) són una família d'arcosaures crocodilomorfs esfenosucs que visqueren des de mitjan període Triàsic a principis del Juràssic. Es van caracteritzar per la pèrdua de postfrontal que els apropa als cocodrils, postura alçada, bípeda i terrestres.